# Darren Potter
Darren Michael Potter, né le 21 décembre 1984 à Liverpool, en Angleterre, est un footballeur international irlandais évoluant au poste de milieu de terrain avec le club de Tranmere Rovers.

## Biographie

### En club
Avec le club de Liverpool, il joue 9 matchs en Ligue des champions. Il fait partie de l'épopée victorieuse des reds lors de la saison 2004-2005, toutefois il ne prend pas part aux derniers matchs de la compétition (quarts de finale, demi-finale et finale).
Le 24 juin 2011, il rejoint le club de Milton Keynes Dons.
Le 14 juin 2017, il rejoint Rotherham United.
Le 28 juin 2019, il rejoint Tranmere Rovers.

### En équipe nationale
Il reçoit 5 sélections avec l'équipe de république d'Irlande entre 2007 et 2008.
Il joue son premier match en équipe nationale le 23 mai 2007 en amical contre l'Équateur, et son dernier le 6 février 2008 contre le Brésil, toujours en amical.
Le 17 novembre 2007, il dispute un match face au Pays de Galles comptant pour les éliminatoires du championnat d'Europe 2008.

## Palmarès
- Vice-champion d'Angleterre de League One (D3) en 2015 avec Milton Keynes

## Distinctions personnelles
- Membre de l'équipe type de D3 anglaise en 2012